# Brandkronad skogssångare
Brandkronad skogssångare (Seiurus aurocapilla), även kallad rödkronad piplärksångare är en fågel i familjen skogssångare inom ordningen tättingar.

## Bilder

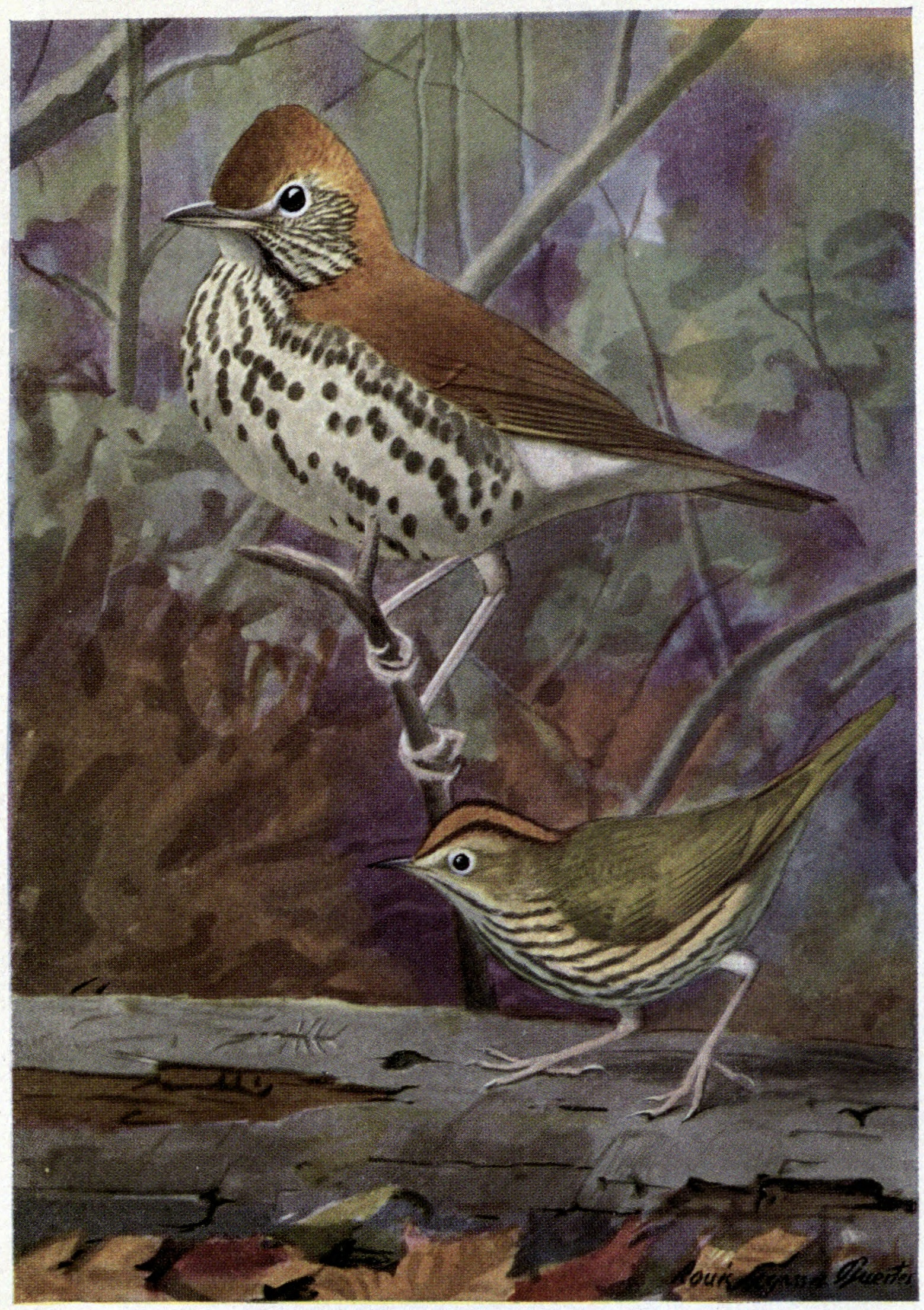
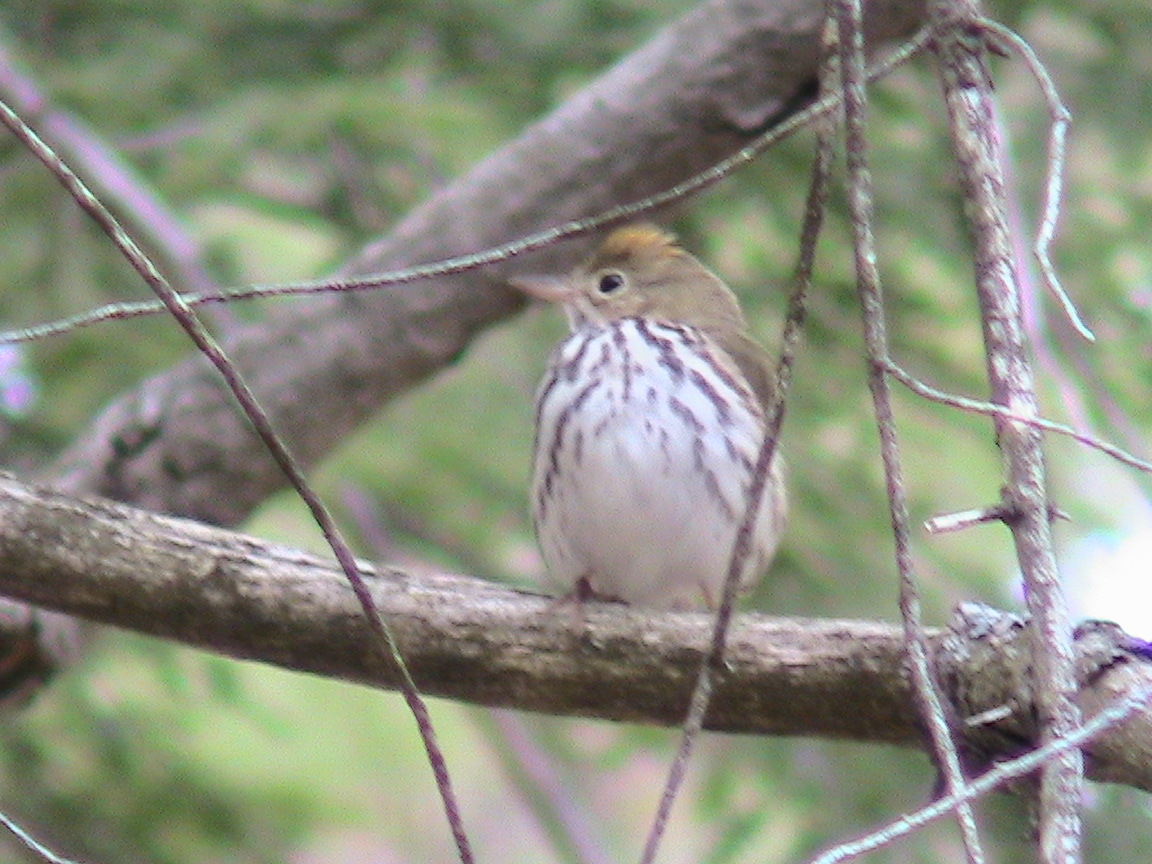

## Fältkännetecken
Brandkronad skogssångare är en relativt stor (13,5–15 centimeter i längd) marklevande skogsbunden skogssångare. Den är rätt trastlik med en grönbrun ovansida och ljus distinkt svartfläckig undersida. Karakteristiskt är hjässbandet, rödbrunt i mitten och svart på kanterna, lite som en mycket stor kungsfågel. Den ljusa ögonringen runt ögat på en i annars otecknad kind är också ett tydligt kännetecken.

## Utbredning och systematik
Brandkronad skogssångare delas in i tre underarter med följande utbredning:
- Seiurus aurocapilla aurocapilla – förekommer i centrala och sydöstra Kanada samt östra USA, övervintrar i Sydamerika
- Seiurus aurocapilla cinereus – förekommer i Klippiga bergen från södra Alberta till västcentrala USA, övervintrar i Costa Rica
- Seiurus aurocapilla furvior – förekommer på Newfoundland, övervintrar på Bahamas, Kuba och Panama

Arten är en mycket sällsynt gäst i Europa, med sju fynd från Storbritannien, tre från Irland och ett vardera från Norge och Frankrike. Därutöver har den observerats vid ett 20-tal tillfällen i Azorerna, hösten 2017 vid hela sex tillfällen. I oktober 2023 gjordes även ett anmärkningsvärt fynd så långt österut som Rumänien.

### Släktskap
Fågeln placeras numera som enda art i släktet Seiurus. Tidigare inkluderades även nordlig och sydlig piplärksångare, men DNA-studier visar att de endast är avlägset släkt och har därför lyfts ut till det egna släktet Parkesia. Den har även tilldelats ett nytt svenskt trivialnamn från tidigare rödkronad piplärksångare, för att förtydliga släktskapet. Brandkronad skogssångare är systerart till alla andra skogssångare.

## Status och hot
Arten har ett stort utbredningsområde och en stor population med stabil utveckling. Utifrån dessa kriterier kategoriserar internationella naturvårdsunionen IUCN arten som livskraftig (LC). Beståndet uppskattas till 26 miljoner vuxna individer.

## Namn
Brandkronad skogssångare kallades på svenska tidigare rödkronad piplärksångare, men blev tilldelad ett nytt namn av BirdLife Sveriges taxonomikommitté eftersom arten inte är nära släkt med de övriga två piplärksångarna nu i Parkesia. I 2022 års upplaga av fågelboken Fågelguiden behåller den dock namnet rödkronad piplärksångare.